# Hoplistoscelis hubbelli
Hoplistoscelis hubbelli är en insektsart som först beskrevs av Hussey 1953.  Hoplistoscelis hubbelli ingår i släktet Hoplistoscelis och familjen fältrovskinnbaggar. Inga underarter finns listade i Catalogue of Life.